# Élections sénatoriales burundaises de 2025
Les élections sénatoriales burundaises de 2025 ont lieu le 23 juillet 2025 afin de renouveler les membres du Sénat du Burundi.
Le Conseil national pour la défense de la démocratie-FDD remporte la totalité des sièges à pourvoir.

## Contexte

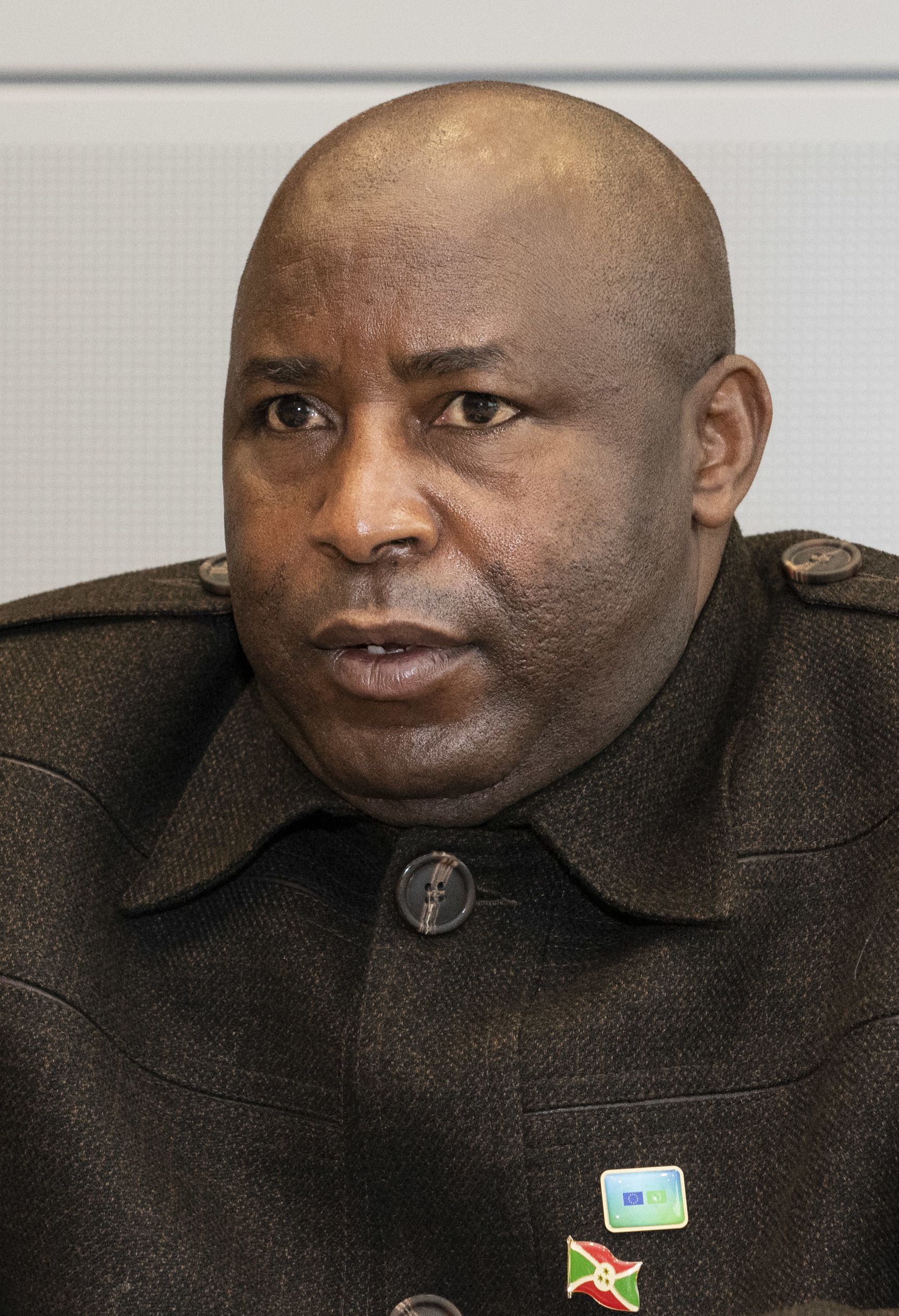
Évariste Ndayishimiye.

Lors des élections sénatoriales de juillet 2020, le Conseil national pour la défense de la démocratie-Forces de défense de la démocratie (CNDD–FDD) au pouvoir conserve une large majorité des sièges. Un mois un mois après son élection à la tête du pays, le nouveau président Évariste Ndayishimiye se voit ainsi assuré le contrôle des deux chambres du parlement.
Le gouvernement procède début 2024 à une réforme territoriale qui réduit le nombre de Provinces du Burundi de 18 à 5, entrainant mécaniquement une importante réduction du nombre de sénateurs, les élus municipaux en élisant deux dans chaque province. Le nombre de conseiller est lui même impacté, les communes passant de 119 à 42 avant les élections municipales de juin 2025
Le CNDD–FDD remporte sans surprise la totalité des sièges à pourvoir lors des élections législatives organisées simultanément, avec 96,51 % des suffrages, dans un contexte de répression brutale et arbitraire de l'opposition,. Les autres partis dénoncent alors de graves irrégularités et la volonté d'instaurer un parti unique au Burundi.

## Système électoral
Le Sénat est la chambre haute du parlement bicaméral du Burundi. Il est doté d'un minimum de 13 sièges pourvus pour cinq ans dont 10 au scrutin majoritaire indirect par les conseillers communaux des 5 provinces du pays. Deux sénateurs sont élus dans chacune d'elles lors de votes séparés, les deux sénateurs d'une même province ne pouvant appartenir à la même ethnie de manière à assurer la parité entre Hutus et Tutsis,.
Chacun de ces sénateurs, âgé d'un minimum de 35 ans, est élu au scrutin majoritaire en un maximum de trois tours de scrutin. Au cours des deux premiers, la majorité absolue des suffrages est requise. Si aucun candidat ne l'obtient lors de ces deux tours, un troisième et dernier tour est organisé entre les deux candidats arrivés en tête au second, et celui recueillant le plus de suffrages est déclaré élu.
Il s'agit des premières élections sénatoriales depuis la réduction en 2024 du nombre de provinces, passé de 18 à 5, et donc du nombre de sénateurs élus, passés de 36 à 10.
À ce total de 10 sénateurs élus s'ajoutent trois sénateurs de l'ethnie Twa cooptés par la Commission électorale nationale indépendante (CENI) sur la base de liste présentées par leurs organisations représentatives reconnues, en tenant compte du sexe et de la répartition géographique. 
Enfin, un quota de 30 % de femmes est appliqué. Si ce pourcentage n'est pas atteint par les sénateurs initiaux, la CENI procède à des cooptations en attribuant à des candidates féminines de chaque parti un nombre égal de sièges supplémentaires de manière à atteindre le quota de 30 % tout en conservant la part des sièges de chaque parti à la chambre. L'ensemble des membres cooptés sont choisis par la CENI parmi les candidates non élues figurant sur les listes des partis ayant remporté au moins 2 % des suffrages exprimés au niveau national, en concertation avec ces derniers.
La part variable des sièges peut ainsi donner un total bien supérieur au minimum de 13 sénateurs. Lors des premières élections en 2005, malgré un nombre de provinces de seulement dix-sept, antérieur à la scission de celle de Bujumbura, le nombre de sénateurs s'était ainsi élevé à 49 du fait de l'addition de quatre anciens présidents et de huit femmes cooptées pour atteindre le quota. Depuis l'entrée en vigueur d'une nouvelle constitution en 2018, les anciens présidents de la République ne deviennent cependant plus de droit sénateur à vie.

## Résultats
Sur les 13 sénateurs directement élus, répartis en raison de la loi électorale en 5 Hutus et 5 Tutsi, 5 sont des hommes et 5 des femmes. A ces sénateurs s'ajoutent les trois sénateurs Twas par cooptation, dont 2 hommes et 1 femme, soit un final de 53,85 % d'hommes et 46,15 % de femmes. Le quota de 30 % de femmes de la loi électorale étant ainsi déjà respecté, il n'est pas procédé à davantage de cooptations
|                           |                                                                    |          |          |        |         |        |               |  |  |
| Parti                     | Parti                                                              | 1er tour | 1er tour | Sièges | Sièges  | Sièges | +/-           |  |  |
| Parti                     | Parti                                                              | Voix     | %        | Élus   | Cooptés | Total  | +/-           |  |  |
|                           | Conseil national pour la défense de la démocratie – FDD (CNDD–FDD) | 1 049    | 99,81    | 10     | 0       | 10     | 24            |  |  |
|                           | Congrès national pour la liberté (CNL)                             | 1        | 0,09     | 0      | 0       | 0      | 1             |  |  |
|                           | Union pour le progrès national (UPRONA)                            | 1        | 0,09     | 0      | 0       | 0      | 1             |  |  |
|                           | Alliance pour la paix, la démocratie et la réconciliation (APDR)   | 0        | 0,00     | 0      | 0       | 0      | en stagnation |  |  |
|                           | Sièges réservés aux Twas                                           |          |          |        | 3       | 3      | en stagnation |  |  |
|                           |                                                                    |          |          |        |         |        |               |  |  |
| Suffrages exprimés        | Suffrages exprimés                                                 | 1 051    | 99,81    |        |         |        |               |  |  |
| Votes blancs et invalides | Votes blancs et invalides                                          | 2        | 0,19     |        |         |        |               |  |  |
| Total                     | Total                                                              | 1 053    | 100      | 10     | 3       | 13     | 26            |  |  |
| Abstentions               | Abstentions                                                        | 1        | 0,09     |        |         |        |               |  |  |
| Inscrits / participation  | Inscrits / participation                                           | 1 054    | 99,91    |        |         |        |               |  |  |

## Analyse et conséquences
Sans surprises, le Conseil national pour la défense de la démocratie–FDD remporte la totalité des dix sièges à pourvoir au scrutin indirect.